# Sammy Watkins
Pour les articles homonymes, voir Watkins.
(en) Statistiques sur pro-football-reference
Sammy Watkins, né le 14 juin 1993 à Fort Myers en Floride, est un joueur américain de football américain évoluant au poste de wide receiver. 
Il joue pour les Ravens de Baltimore de la National Football League (NFL). Il évoluait chez les Tigers de Clemson à l'université.

## Biographie

### Carrière universitaire
Il étudia à l'université de Clemson et joua alors pour les Tigers de Clemson de 2011 à 2013.

### Carrière professionnelle
Il est sélectionné à la 4e place de la draft 2014 de la NFL par les Bills de Buffalo. Il signe ensuite un contrat de 4 ans avec les Bills pour 19,93 millions de dollars garantis, comprenant une prime à la signature de 12,8 millions de dollars. 
Il participe à tous les matchs de son équipe durant la saison 2014. En 16 matchs, il totalise 65 réceptions pour 982 yards et 6 touchdowns. Il est sélectionné dans l'équipe-type des débutants (NFL All-Rookie Team) comme étant l'un des meilleurs wide receivers de première année de la saison.
La saison suivante, il connaît une première moitié de saison difficile qui est marquée par une blessure au mollet lui faisant manquer trois parties, mais performe très bien plus tard dans la saison avec notamment 4 parties d'au moins 100 yards en réception lors des 6 dernières parties. Il dépasse les mille yards à la réception, avec 1 047 yards sur 60 passes attrapées et 9 touchdowns marqués, durant la saison 2015. 
Il manque la moitié de la saison 2016 en raison d'une blessure à un pied. Il est échangé le 11 août 2017 aux Rams de Los Angeles contre le cornerback E. J. Gaines et une sélection de deuxième tour pour la draft de 2018.
Devenu agent libre en 2018, il signe un contrat de 3 ans et 48 millions de dollars avec les Chiefs de Kansas City. Durant la saison 2019, il aide les Chiefs à remporter le Super Bowl LIV face aux 49ers de San Francisco.

## Statistiques
| Année              | Équipe                | MJ                 |     | Passes réceptionnées | Passes réceptionnées | Passes réceptionnées | Passes réceptionnées |       | Courses | Courses | Courses | Courses |  | Fumbles | Fumbles |
| Année              | Équipe                | MJ                 | Nb. | Yards                | Moy.                 | TD                   | Nb.                  | Yards | Moy.    | TD      | Nb.     | Perdus  |  |         |         |
| 2014               | Bills de Buffalo      | 16                 | 65  | 982                  | 15,1                 | 6                    | 2                    | 8     | 4       | 0       | 1       | 1       |  |         |         |
| 2015               | Bills de Buffalo      | 13                 | 60  | 1 047                | 17,5                 | 9                    | 1                    | 1     | 1       | 0       | 0       | 0       |  |         |         |
| 2016               | Bills de Buffalo      | 8                  | 28  | 430                  | 15,4                 | 2                    | -                    | -     | -       | -       | 0       | 0       |  |         |         |
| 2017               | Rams de Los Angeles   | 15                 | 39  | 593                  | 15,2                 | 8                    | -                    | -     | -       | -       | 0       | 0       |  |         |         |
| 2018               | Chiefs de Kansas City | 10                 | 40  | 519                  | 13                   | 3                    | 5                    | 52    | 10,4    | 0       | 1       | 0       |  |         |         |
| 2019               | Chiefs de Kansas City | 14                 | 52  | 673                  | 12,9                 | 3                    | 2                    | 12    | 6       | 0       | 2       | 1       |  |         |         |
| Totaux en carrière | Totaux en carrière    | Totaux en carrière | 284 | 4 224                | 14,9                 | 31                   | 10                   | 73    | 7,3     | 0       | 4       | 2       |  |         |         |

## Vie personnelle
Son frère aîné, Jaylen Watkins, est également joueur de la NFL.